# Estación de Campanillas
Campanillas es una estación ferroviaria situada en el municipio español de Málaga al oeste de la ciudad, en la comunidad autónoma de Andalucía. Forma parte de la línea C-2 de la red de Cercanías Málaga operada por Renfe.

## Situación ferroviaria
La estación se encuentra en el punto kilométrico 181,5 de la línea férrea 430 de la red ferroviaria española que une Córdoba con Málaga, a 17 metros de altitud. El tramo es de vía única y está electrificado.

## Historia
La estación fue puesta en servicio el 16 de septiembre de 1863 con la apertura del tramo Málaga-Álora de la línea que pretendía unir Córdoba con Málaga. Las obras corrieron a cargo de la Compañía del Ferrocarril de Córdoba a Málaga que se constituyó con este propósito en 1861. Sin embargo su gestión, debido a los malos resultados económicos no duró mucho y la compañía acabó integrándose en 1877 en la Compañía de los Ferrocarriles Andaluces. En 1941, con la nacionalización de la totalidad de la red ferroviaria española la estación pasó a ser gestionada por RENFE. Desde el 31 de diciembre de 2004 Renfe Operadora explota la línea mientras que Adif es la titular de las instalaciones ferroviarias.
Actualmente el autobús que te deja más cerca a la Estación es el 28 de la EMT de Málaga

## Servicios ferroviarios

### Cercanías
La estación forma parte de la línea C-2 de la red de Cercanías Málaga.  La frecuencia habitual es de un tren cada hora. 
Autobús
Línea perteneciente a la empresa Malagueña de Transporte o EMT 28 desde Santa Águeda Campanillas.